# Dianella latissima
Dianella latissima är en grästrädsväxtart som beskrevs av Peter B. Heenan och De Lange. Dianella latissima ingår i släktet Dianella och familjen grästrädsväxter. Inga underarter finns listade i Catalogue of Life.